# Laban Korir
Laban Kipngetich Korir (30 dicembre 1985) è un maratoneta keniota.

## Biografia
Nel 2019 si è piazzato in undicesima posizione con il tempo di 2h12'38" alla maratona dei Mondiali di Doha.

## Palmarès
| Anno | Manifestazione | Sede | Evento   | Risultato | Prestazione | Note |
| ---- | -------------- | ---- | -------- | --------- | ----------- | ---- |
| 2019 | Mondiali       | Doha | Maratona | 11º       | 2h12'38"    |      |

## Altre competizioni internazionali
2008
- Argento alla Mezza maratona di Mataró ( Mataró) - 1h03'18"
- Oro alla Mezza maratona di Setúbal ( Setúbal) - 1h06'32"
- Bronzo alla Carrera Pedestre Camino de Santiago ( Santiago di Compostela), 12 km - 34'49"
- 7º alla Corrida dos 60 Anos Do Metro de Lisboa ( Lisbona) - 29'24"

2009
- Oro alla Mezza maratona di Pombal ( Pombal) - 1h03'41"
- Bronzo alla Mezza maratona di Palma di Maiorca ( Palma di Maiorca) - 1h08'49"

2010
- 6º alla Mezza maratona di Berlino ( Berlino) - 1h01'03"
- Argento alla Mezza maratona di Salisburgo ( Salisburgo) - 1h10'48"

2011
- Argento alla Maratona di Amsterdam ( Amsterdam) - 2h06'05"
- 7º alla Mezza maratona di Zwolle ( Zwolle) - 1h02'43"
- 9º alla Zwitserloot Dak Run ( Groesbeek) - 29'55"

2012
- 6º alla Maratona di Boston ( Boston) - 2h15'29"
- 11º alla Maratona di Chicago ( Chicago) - 2h09'52"
- 5º alla Roma-Ostia ( Roma) - 1h00'38"

2013
- 6º alla Mezza maratona di Klagenfurt ( Klagenfurt am Wörthersee) - 1h04'33"

2014
- Oro alla Maratona di Toronto ( Toronto) - 2h08'15"
- 5º alla Maratona di Amburgo ( Amburgo) - 2h08'04"
- 16º alla Maratona di Dubai ( Dubai) - 2h14'13"

2015
- 6º alla Maratona di Parigi ( Parigi) - 2h07'54"
- Bronzo alla Maratona di Toronto ( Toronto) - 2h09'19"
- Oro alla Mezza maratona di Klagenfurt ( Klagenfurt am Wörthersee) - 1h01'52"

2016
- 4º alla Maratona di Amsterdam ( Amsterdam) - 2h05'54"
- Argento alla Maratona di Parigi ( Parigi) - 2h07'29"

2017
- 6º alla Maratona di Amsterdam ( Amsterdam) - 2h07'00"
- Bronzo alla Maratona di Rotterdam ( Rotterdam) - 2h06'24"
- Bronzo alla Mezza maratona di Klagenfurt ( Klagenfurt am Wörthersee) - 1h01'44"
- 8º alla Mezza maratona di Granollers ( Granollers) - 1h03'58"

2018
- 6º alla Maratona di Amsterdam ( Amsterdam) - 2h06'33"
- 4º alla Maratona di Rotterdam ( Rotterdam) - 2h05'58"
- Bronzo alla Mezza maratona di Klagenfurt ( Klagenfurt am Wörthersee) - 1h02'21"

2019
- 9º alla Maratona di Barcellona ( Barcellona) - 2h09'36"
- 12º alla Maratona di Amburgo ( Amburgo) - 2h11'26"

2021
- 17º alla Maratona di Amsterdam ( Amsterdam) - 2h07'56"

2022
- 6º alla Maratona di Tokyo ( Tokyo) - 2h06'37"
- 8º alla Maratona di Amsterdam ( Amsterdam) - 2h05'41"

2023
- 8º alla Maratona di Parigi ( Parigi) - 2h09'34"